# Monochamus lunifer
Monochamus lunifer là một loài bọ cánh cứng trong họ Cerambycidae.